# گوفتریتس آندر وایلد
گوفتریتس آندر وایلد (به آلمانی: Göpfritz an der Wild) یک منطقهٔ مسکونی در اتریش است که در ناحیه تسوتل واقع شده‌است. گوفتریتس آندر وایلد ۶۰٫۵۸ کیلومتر مربع مساحت دارد ۵۸۰ متر بالاتر از سطح دریا واقع شده‌است.